# Taumàcia
Taumàcia (en grec antic Θαυμακία) era una antiga ciutat de Tessàlia que Homer menciona al "Catàleg de les naus" de la Ilíada, una de les quatre ciutats governades per Filoctetes, que va aportar naus i homes a lluitar a la guerra de Troia. Es deia que l'havia fundat Tàumac, pare de Peant i avi de Filoctetes.
Estrabó la situa a la costa, on també hi havia Olizó i Melibea. Esteve de Bizanci i Plini el Vell també en parlen.